# بروجاستريسين
بروجاستريسين المعروف أيضًا باسم الببسينوجين C أو الببسينوجين الثاني هو من سلائف الببسين من إنزيم ''' جاستريسين''' الذي يتم ترميزه في البشر بواسطة جين PGC .     له دور رئيسي في عملية هضم الغذاء.

## وظيفته
البروجاستريسين هو بروتين أسبارتي ينتمي إلى عائلة الببتيداز A1. البروتين المشفر هو إنزيم هضمي يتم إنتاجه في المعدة ويشكل مكونًا رئيسيًا في الغشاء المخاطي في المعدة. يُفرز هذا البروتين أيضًا في المصل. يتم تصنيع هذا البروتين باعتباره زيموجين غير نشط يتضمن مادة قلوية شديدة. يتم تحويل هذا الإنزيم إلى شكله الناضج النشط عند درجة حموضة منخفضة عن طريق الانقسام المتسلسل الذي ينفذه الإنزيم نفسه. 

## الأهمية السريرية
ترتبط تعدد الأشكال في هذا الجين بقابلية الإصابة بسرطان المعدة. تُستخدم مستويات المصل لهذا الإنزيم كمؤشر حيوي لأمراض معدية معينة بما في ذلك التهاب المعدة المرتبط ببكتيريا هيليكوباكتر بيلوري . 

## أنظر أيضا
- بيبسينوجين